# Brána svatého Valentina
Brána svatého Valentina je zaniklá brána pražského opevnění, která stála v Praze 1-Starém Městě na rohu ulic Křižovnická a Kaprova v místech domu Na Kocandě. Jméno nesla po nedalekém kostele svatého Valentina. Sousedila na severu s bránou v Břehové ulici a na jihu s mosteckou bránou u Juditina mostu.

## Historie
Městské opevnění postavené ve 13. století vedlo od Juditina mostu a Křižovníků dál od řeky. Brána jej přerušila u kostela svatého Valentina, který stál východně od ní uprostřed hřbitova. Po zrušení hradeb byl na místě brány, části hradeb a části hřbitova postaven dům zvaný „na Kocandě“.
Pojmenování „kocanda“ souvisí se starým názvem kupeckých krámů – kotců. Protože len a pazdeří byly velmi hořlavé látky, byly prodávány na trhu před branami města; v Praze se toto zboží prodávalo právě před bránou svatého Valentina.
Archeologický výzkum
Roku 2017 proběhl v podzemí domu Na Kocandě archeologický výzkum, při kterém bylo odkryto asi 26 souvislých metrů zdiva městského opevnění (šířka zdiva cca 1,6 – 1,9 metru) z břidlice a křemence a také městská brána. Byla velká tak, že jí mohl pohodlně projet vůz s potahem či jezdec na koni. Portál měla vyzděný z pískovce (pravděpodobně z petřínského lomu) a prostý průchod bez dalších konstrukčních prvků. Původní vozovka byla vydlážděna říčními valouny a nachází se přibližně pět metrů pod úrovní okolní ulice.